# Goudkruintesia
De goudkruintesia (Tesia olivea) is een zangvogel uit de familie Cettiidae.

## Verspreiding en leefgebied
Deze soort telt 2 ondersoorten:
- T. o. olivea: van de oostelijke Himalaya tot zuidelijk China en noordelijk Myanmar.
- T. o. chiangmaiensis: van noordelijk Thailand tot noordelijk Vietnam.